# ملوانلو
ملوانلو یک روستا در ایران است که در دهستان جیرستان واقع شده‌است. ملوانلو ۵۴۳ نفر جمعیت دارد.
مردم این روستا به زبان کرمانجی سخن می‌گویند